# Будівля Нью-Йорк таймс
Будівля Нью-Йорк Таймс (англ. The New York Times Building) —  хмарочос у Нью-Йорку, США. Висота 52–поверхового будинку становить 228 метрів, з урахуванням антени 319 метрів. Разом з Крайслер Білдінг він посідає 3 місце у списку найвищих будинків Нью-Йорка і 7 в США. Будівництво велося з 2003 по 2007 рік.

## Архітектура
Проект будинку було розроблено італійським архітектором Ренцо Піано, дизайн інтер'єру було розроблено американським архітектурним бюро Gensler.
Висота будинку до даху становить 228 метрів, проте її зовнішні стіни підіймаються ще на 28 метрів і їх висота становить 256 метрів. З урахуванням антени, що розташована на даху будинку висота становить 319 метрів і разом з Крайслер Білдінг є третім за висотою хмарочосом Нью-Йорка і 7 в США.
Конструкція будинку включає багато енергоощадних матеріалів. Зовнішні стіни повністю засклені спеціальним склом, котре пропускає велику кількість сонячних променів, в той же час з внутрішньої сторони стін встановлені спеціальні керамічні трубки, що не дозволяють будівлі нагріватися. Власна ТЕЦ забезпечує 40 % електроенергії будинку, відходи ТЕЦ охолоджують, або обігрівають будівлю.